# Habra producta
Habra producta är en insektsart som beskrevs av Heinrich Hugo Karny 1926. Habra producta ingår i släktet Habra och familjen vårtbitare. Inga underarter finns listade i Catalogue of Life.